# Theodor Dannecker

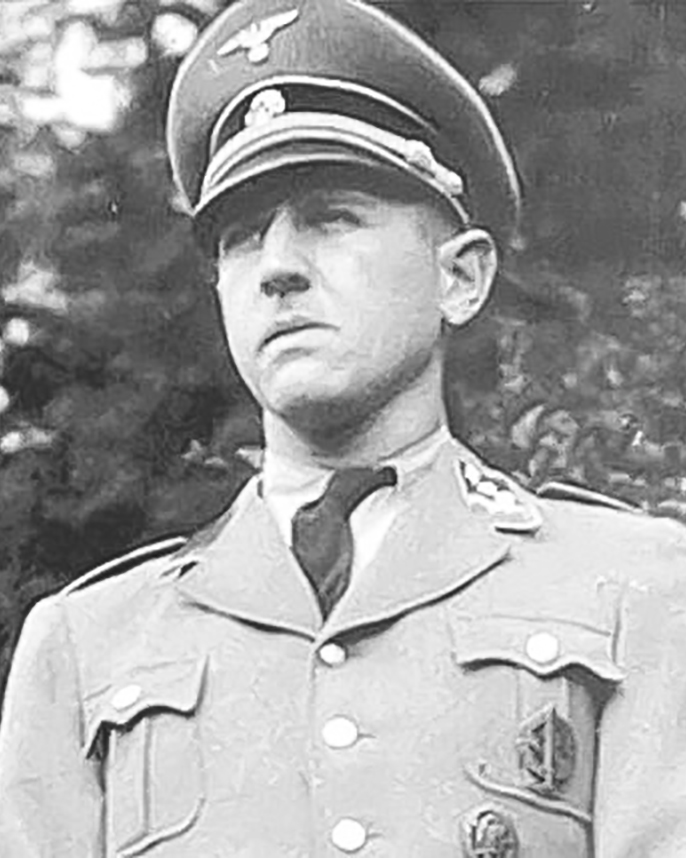
Theodor Dannecker

Theodor Dannecker (* 27. März 1913 in Tübingen; † 10. Dezember 1945 in Bad Tölz) war ein deutscher SS-Hauptsturmführer und als Judenreferent (auch „Judenberater“) einer der engsten Mitarbeiter Adolf Eichmanns.

## Herkunft und Werdegang
Danneckers Vater war Kaufmann, der ein Geschäft für Herrenbekleidung führte. Er verstarb im November 1918 und hinterließ zwei Söhne: Carl und den fünfjährigen Theodor. Theodor besuchte ab 1922 in Tübingen ein Gymnasium, wechselte zur Oberrealschule und erreichte dort 1928 die „Mittlere Reife“. Anschließend besuchte Theodor die Höhere Handelsschule in Reutlingen und begann 1930 eine Lehre in Stuttgart. Diese brach er nach wenigen Monaten ab, um in den nächsten beiden Jahren das Geschäft der erkrankten Mutter zu führen.
Am 20. Juni 1932 wurde Dannecker Mitglied der SS und zum 1. August 1932 trat er der NSDAP bei (Mitgliedsnummer 1.234.220). 1934 wurde er Angehöriger der SS-Verfügungstruppe (SS-Nummer 38.114). Dannecker war im Wachdienst des KZ Oranienburg und im Columbia-Haus tätig. Wegen eines Wachvergehens im Zusammenhang mit Trunkenheit und Urkundenfälschung wurde er Mitte 1935 strafweise versetzt, wenig später aber in den SD übernommen. Bei einer Schulung in Berlin fiel Dannecker positiv auf; er wurde im Januar 1937 zum SS-Oberscharführer befördert und im März 1937 in die Abteilung II/112 des Sicherheitsdienstes versetzt, zuständig für jüdische Angelegenheiten.

## Dannecker als Judenreferent
Während Adolf Eichmann 1938 bei der Zentralstelle für jüdische Auswanderung in Wien war, leitete Dannecker vorübergehend das Berliner Judenreferat II-112. Ende 1939 wurde er Eichmann mit dem neu zugeschnittenen RSHA-Referat IV D 4 zugeteilt. Anfang 1939 war Dannecker kurzzeitig beurlaubt worden, weil er unter Alkoholeinfluss in eine Schlägerei verwickelt war. Nachdem sich die Bildung eines „Judenreservats“ in Polen als undurchführbar erwiesen hatte, griff im Sommer 1940 Franz Rademacher vom Referat D III des Auswärtigen Amtes den Madagaskarplan wieder auf. Reinhard Heydrich zeigte sich besorgt, Kompetenzen zu verlieren, und beauftragte Dannecker, den „ins einzelne gehenden Plan für die technische Durchführung“ zu entwickeln.

### Tätigkeit in Frankreich
Am 5. September 1940 wurde Dannecker Leiter des Judenreferats der SD-Dienststelle in Paris, die anfangs nur sechs Mitarbeiter hatte. Dannecker unterstand disziplinarisch dem Leiter der Sicherheitspolizei in Frankreich, Helmut Knochen, bezog seine Weisungen aber von Eichmann. Über die vom deutschen Botschafter Otto Abetz initiierten und von der Militärverwaltung unter Otto von Stülpnagel für das besetzte Gebiet gebilligten antijüdischen Maßnahmen hinaus strebte Dannecker an, ein übergreifendes Generalkommissariat für Judenfragen zu installieren, um auch die Juden im bis zum 11. November 1942 unbesetzten Teil Frankreichs zu erfassen. Eine Ausarbeitung Danneckers vom 21. Januar 1941 zeigt, dass Dannecker über außergewöhnlich genaue Informationen über die Planungen in Berlin verfügte, die zu diesem Zeitpunkt als „territoriale Lösung der Judenfrage“ die Deportation aller europäischen Juden in zu erobernde Gebiete in der Sowjetunion vorsahen. Anfang 1941 erreichte Dannecker den Zusammenschluss jüdischer Verbände zum Comité de Coordination, einem ersten „Instrument zur Kontrolle der jüdischen Gemeinschaft in Frankreich.“
Auf Drängen Danneckers und mit Unterstützung von Abetz und Carl-Theodor Zeitschel stimmte die Militärverwaltung dem Vorschlag zu, ausländische Juden zu internieren; allerdings beschränkt auf kriminelle und politisch aktive Personen und begrenzt auf drei- bis fünftausend. Im Mai 1941 ließ Dannecker 3746 Juden verhaften und in die Lager Pithiviers und Beaune-la-Rolande verbringen. Nach Anschlägen auf deutsche Besatzer genehmigte Stülpnagel eine Großrazzia in Paris, die am 20. August 1941 unter Danneckers Aufsicht von französischer Polizei durchgeführt wurde. 4323 Juden wurden im Sammellager Drancy interniert. Im Dezember 1941 ließ Dannecker mit eigenen Kräften eintausend „Sühnejuden“ verhaften und bis zur geplanten Deportation im Internierungslager Compiègne unterbringen.
Dannecker war im März 1942 im Reichssicherheitshauptamt in Berlin anwesend, als der „Abschub“ von 5000 Juden aus Frankreich vorbereitet wurde. Spätestens zu diesem Zeitpunkt wusste Dannecker, dass die Juden ermordet werden sollten und ihre Tötung bereits begonnen hatte. Ein erster Massentransport nach Auschwitz mit 1112 Juden verließ das Internierungslager Compiègne am 27. März 1942. Sechs weitere folgten bis Ende Juli. Dannecker erteilte am 30. Juni 1942 genauere Weisungen zur Deportation der jüdischen Bevölkerung aus dem besetzten Gebiet. Weitere Planungen sahen die Deportation von einhunderttausend Juden aus Frankreich vor; allerdings wurde wegen mangelnder Transportkapazitäten die Zahl kurzfristig auf vierzigtausend reduziert. Dannecker konnte jedoch bei René Bousquet nur die Preisgabe von staatenlosen und ausländischen Juden erreichen. Eine Großrazzia am 16./17. Juli 1942, die als Rafle du Vélodrome d’Hiver in die Geschichte einging, erfasste 12884 Juden, darunter rund 4000 Kinder.
Im August 1942 wurde Dannecker überraschend abberufen. Anlass waren ein marginaler Verstoß gegen die Straßenverkehrsordnung und Trunkenheit; der tatsächliche Grund war ein Zerwürfnis mit Helmut Knochen.

### Tätigkeit in Bulgarien
Bereits im Jahr 1942 hatte Martin Luther vom Auswärtigen Amt die bulgarische Regierung aufgefordert, der Deportation ihrer in Deutschland ansässigen Staatsangehörigen zuzustimmen. Im Oktober 1942 wurde das Auswärtige Amt erneut bei der „Judenfrage“ aktiv. Der deutsche Gesandte in Sofia, Adolf Heinz Beckerle, teilte dem Referat D III des Auswärtigen Amtes die prinzipielle Bereitschaft Bulgariens zur Deportation bulgarischer Juden mit. Bei der Bestellung eines Judenberaters waren Auswärtiges Amt und Reichssicherheitshauptamt gleichermaßen beteiligt. Beckerle schlug den SS-Hauptsturmführer Dieter Wisliceny vor, der aber in der Slowakei unabkömmlich war.
Ab Januar 1942 war Dannecker als „Judenberater“ dem deutschen Polizeiattaché in Sofia Friedrich Panzinger zugeteilt. Formal wurde er als „Gehilfe des Polizeiattachè“ im Apparat der Deutschen Botschaft zum Personal des Auswärtigen Amtes gezählt; faktisch blieb er hauptamtlicher Angehöriger des Sicherheitsdienstes.
Am 2. Februar 1943 erarbeiteten Dannecker und Aleksandar Belew vom bulgarischen Kommissariat für Judenfragen (Komisarstvo za evreiskite vuprosi – KEV) einen Plan zur „Umsiedlung“ von 20.000 Juden aus den annektierten „neubulgarischen“ Gebieten Thrakien und Makedonien. Beide wussten, dass dort höchstens 12.000 Juden lebten, und legten es insgeheim darauf an, mehrere Tausend Juden aus anliegenden „altbulgarischen“ Gebieten in die Deportation einzubeziehen. Der Entwurf empfahl überdies, alle in Vorkriegsbulgarien lebenden männlichen Juden zu internieren. Mitte Februar 1943 billigte der bulgarische Ministerrat den Plan.
Am 4. März 1943 begann die Verhaftung der thrakischen Juden. Am 9. März bestätigte Eichmann, die technischen Vorbereitungen zur „Durchführung des Evakuierungsvorhabens“ für zunächst 20.000 Juden seien abgeschlossen. Kurz danach wurde Dannecker informiert, die Eisenbahntransporte müssten auf den April verschoben werden. Dannecker ließ daraufhin ab 22. März 4150 Juden per Dampfschiff nach Wien und von dort aus ins Vernichtungslager Treblinka schaffen. Die mazedonischen Juden wurden am 10. März festgenommen, 7122 von ihnen später in Güterwagen deportiert und in Treblinka ermordet.
Sofort nach den ersten Verhaftungsaktionen, die Juden aus Altbulgarien betrafen, regte sich breiter Widerstand, der letztlich zur Rettung dieser bulgarischen Juden führte. Zar Boris III. betonte bei seinem Deutschlandbesuch Anfang April, dass er die Zustimmung zur Abschiebung nur für Juden aus den neuerworbenen Gebieten gegeben habe und die altbulgarischen Juden für den Straßenbau einsetzen wolle. Dannecker warf seinen Vorgesetzten in Sofia, Beckerle und Hoffmann, indirekt mangelnden Einsatz vor und verärgerte diese. Ein Attentat nutzten Belew und Dannecker dann als Anlass, dem bulgarischen Innenminister zwei Vorschläge zu unterbreiten: Die Deportation aller 51.000 Juden in den Osten oder die Umsiedlung aller Juden aus Sofia in die Provinz. Zu Danneckers Enttäuschung entschied sich Boris III für die Umsiedlung. Dannecker blieb förmlich bis zum 21. März 1944 nach Bulgarien abgeordnet, wurde aber im September 1943 mit einem mobilen Einsatzkommando nach Italien geschickt.

### Tätigkeit in Italien
Zwischen September 1943 und Januar 1944 war er in der gleichen Funktion von Eichmann in Italien eingesetzt, wo erst Sipo und SD (BdS) eingerichtet werden mussten. Wie in Frankreich waren auch in Italien miteinander konkurrierende Vertreter des Auswärtigen Amtes, der Wehrmacht und der SS tätig. Die Vorbereitung und Durchführung der schon vor dem 24. Dezember 1943 beschlossenen Deportation wurde Dannecker übertragen. Dannecker stellte ein mobiles „Einsatzkommando Italien“ aus etwa acht bis zehn SS-Männern zusammen, das in verschiedenen Städten tätig wurde und zuletzt in Verona stationiert war.
Mit den Deportationen sollte in Süditalien begonnen werden. Zu einem Zeitpunkt, als die Landung der Alliierten bei Salerno bereits angelaufen war. Als erste Stadt war Neapel ausgewählt worden. Der Ende September 1943 in Neapel ausgebrochene Volksaufstand gegen die deutschen Besatzer machte diesen Plan zunichte, stattdessen bereitete man eine Aktion in Rom vor.
Herbert Kappler, Kommandeur der Sicherheitspolizei und des SD in Rom, Eitel Friedrich Moellhausen von der deutschen Botschaft sowie Generalfeldmarschall Albert Kesselring sprachen sich gegen eine Verhaftungsaktion in Rom aus, die in dieser politischen Situation unzweckmäßig sei. Nach Rücksprache bei Joachim von Ribbentrop hieß es, es läge eine Weisung Hitlers vor, die in Rom wohnhaften Juden als Geiseln nach Mauthausen zu schaffen. Am 16. Oktober 1943 führte Dannecker im Ghetto Rom eine Razzia durch, bei der trotz sorgfältiger Vorbereitung nur 1259 statt der erhofften sechstausend Juden inhaftiert werden konnten. Zwei Tage später wurden 1022 der Inhaftierten statt nach Mauthausen nach Auschwitz transportiert und dort nach der Selektion 839 von ihnen in den Gaskammern ermordet. Danach verlegte Dannecker seine Tätigkeit nach Norditalien und führte Razzien in Florenz, Siena, Bologna, Venedig und Mailand durch, bei denen insgesamt mehr als vierhundert Juden gefasst wurden. Am 9. November verließ ein zweiter Zug von Florenz aus Italien in Richtung Auschwitz.
Die Verantwortlichen im Eichmann-Referat waren mit diesem Ergebnis unzufrieden, lasteten den geringen Erfolg aber nicht Dannecker an, sondern der unzureichenden Personalausstattung. Grundlage für eine erfolgreichere Zusammenarbeit mit den Italienern sollte ein am 16. November 1943 auf dem ersten Parteitag der neugegründeten Republikanischen Faschistischen Partei in Verona beschlossenes Manifest werden. In dem 18 Punkte umfassenden Manifest von Verona wurden unter anderem die Juden zu Staatsfeinden erklärt, was die Internierung aller Juden in der Italienischen Sozialrepublik zur Folge haben sollte und in einem am 30. November 1943 vom Innenminister Guido Buffarini-Guidi vorgelegten Erlass sanktioniert wurde. Die italienische Polizei sollte die Juden verhaften, sie der nächstgelegenen Dienststelle der Sipo-SD zuführen und ihre Personalien an Danneckers Judenreferat in Verona übermitteln. Im Dezember warteten 827 Juden aus Oberitalien im Durchgangslager Fossoli auf den Abtransport nach Auschwitz. Die Vorbereitungen dazu waren die letzte Amtshandlung Danneckers. Er verließ Italien Anfang Januar 1944 und kehrte nach Sofia zurück. Sein Nachfolger in Italien wurde Friedrich Boßhammer. der direkt vom Referat IV B 4 im Reichssicherheitshauptamt dorthin versetzt wurde.

### Tätigkeit in Ungarn
Im März 1944 traf Dannecker mit anderen Judenberatern in Mauthausen ein, wo das „Sondereinsatzkommando Eichmann“ die Deportation der jüdischen Bevölkerung Ungarns vorbereitete. Die Quellen zeichnen die Aufenthaltsorte in Ungarn und die Tätigkeit Danneckers nur teilweise ab. Verantwortlich für Verhaftungsaktionen war Dannecker zumindest in Kaschau und Stuhlweißenburg. Eine der drei Strecken, auf denen vom November 1944 an jüdische Arbeitskommandos zu Fuß nach Deutschland gebracht wurden, trug die Bezeichnung „Dannecker-Route“. Noch Ende November führte Dannecker Razzien aus, um Personen mit gefälschten Schutzbriefen aufzuspüren. Erst als Budapest fast eingekesselt war, flohen Eichmann und Dannecker in Wehrmachtsuniform getarnt aus der Stadt.

## Nach Kriegsende
Dannecker war bis Mitte März noch in Berlin. Er hielt sich nach der Kapitulation vermutlich einige Monate verborgen, bis er den Aufenthaltsort seiner Ehefrau herausgefunden hatte. Am Tage seiner Ankunft in Bad Tölz, am 9. Dezember 1945, wurde er von amerikanischer Militärpolizei verhaftet. Am folgenden Tag starb Dannecker durch Suizid. Seine Leiche wurde von der Ehefrau identifiziert und danach zur Bestattung freigegeben. Trotzdem wurde Danneckers Tod wiederholt angezweifelt. So vermitteln Eichmanns Aussagen den Eindruck, als versuche er Dannecker zu beschützen und einseitig Wisliceny zu belasten, von dessen Tod er überzeugt war. Das Frankfurter Landgericht wollte in den 1970er Jahren nicht ausschließen, dass Dannecker noch lebe.
Claudia Steur verweist in diesem Zusammenhang darauf, dass die Ehefrau Danneckers kurz nach dessen Tod versuchte, sich selbst und ihre beiden Söhne zu töten, wobei der ältere Sohn ums Leben kam. Für eine solche Verzweiflungstat hätte es demnach keinen Grund gegeben, wenn die Ehefrau nicht vom Tode Danneckers überzeugt gewesen wäre.